# Tías Bahianas

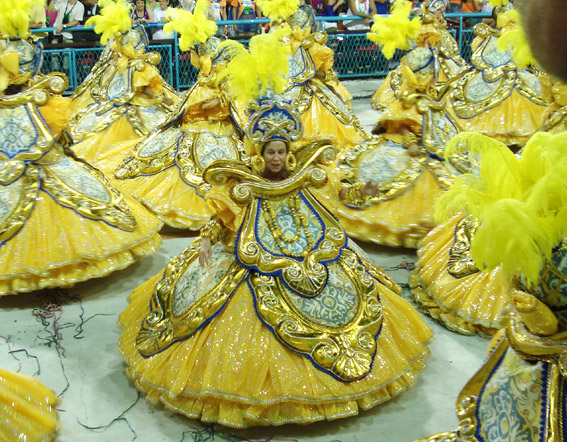
Ala de bahianas desfilando en el Sambódromo de Río de Janeiro, en 2008. Negras, rubias, morenas, todos los colores de Brasil son bienvenidos en ese homenaje que las escuelas de samba prestan a las grandes damas del carnaval.

Tías bahianas es la denominación dada a las señoras negras, muchas de ellas originarias de Bahía, que vivían en Río de Janeiro a finales del siglo XIX.
Algunas se destacaron y fueron más conocidas, como es el caso de Tía Ciata.
La existencia obligatoria, hasta hoy, del ala de bahianas en las escuelas de samba de Río de Janeiro y de Brasil, es una referencia a la importancia de esas señoras para la organización del carnaval de Río de Janeiro.